# Augusto Canetas
Augusto Canetas, (pseudónimo de José Augusto Faria da Costa) (Barroselas, Viana do Castelo, 31 de Outubro de 1945) é um editor, escritor e músico português.

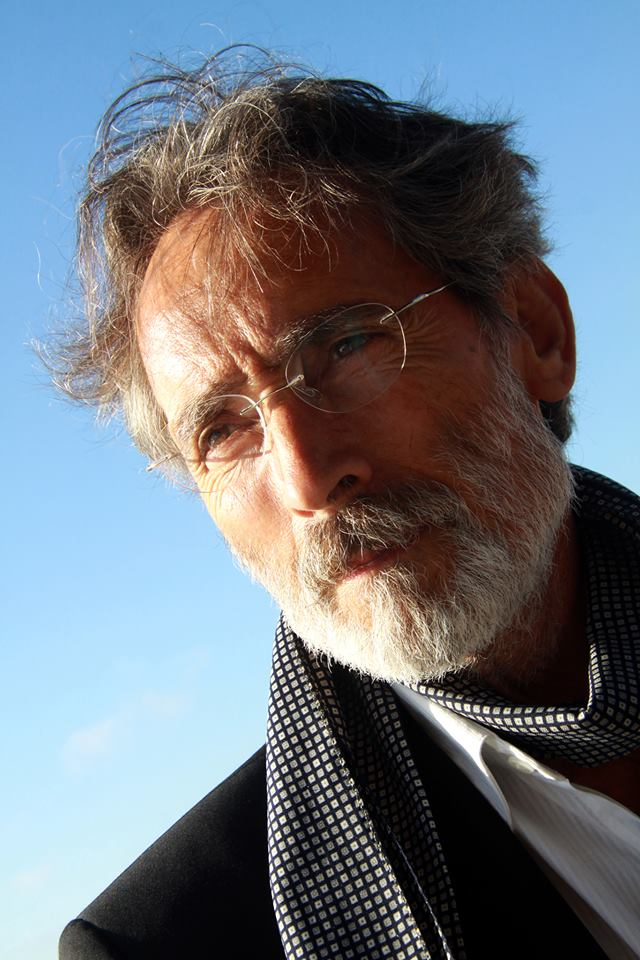
Augusto Canetas

## Biografia
Passou uma breve estância em Paris, período fértil marcado principalmente pela composição e interpretação de temas musicais. Augusto Canetas foi pioneiro nos anos oitenta em Portugal na área da comunicação e do audiovisual, tendo inclusive trabalhado para a RTP 2. Actualmente tem-se dedicado plenamente à literatura, sendo a sua obra constituída por diferentes géneros literários, dos quais se destacam a poesia, a prosa e o romance. Durante os últimos anos, a sua participação em diversas actividades pedagógicas na colaboração com Escolas Secundárias do Norte do País, para além de enriquecer a sua experiência na divulgação do seu trabalho como escritor e cantautor tem também contribuído para a divulgação da obra de grandes mestres da Literatura Portuguesa, como Fernando Pessoa ou Miguel Torga.. No ano de 2013 coordenou e selecionou com o Grupo Criador Editora a Antologia dos Poetas de Espinho
Em 2017 fundou a revista Revista [sem] Equívocos, da qual é director.

## Obras
- Flashes[5]
- Choque[6] ISBN 978-989-95556-2-4
- Na cronologia do sonho[1]
- Compromisso (romance - 2008) ISBN 978-989-95556-4-8[1]
- Flashes (poesia - 2011) ISBN 978-989-95556-7-9[1]
- O meu cão também sonha (2011) ISBN 978-989-95556-8-6[1]
- Pedras e Rochas[7] ISBN 978-989-95556-6-2
- Verticalmente de pé (poesia/prosa - 2012) ISBN 978-989-97754-0-4[1]
- Antologia dos Poetas de Espinho (antologia - 2012)[8]
- O recado (conto -2015)
- Malogro (poesia -2015)[9]
- A Sombra (romance - 2015)
- Uma toupeira na cidade (romance -2018) [10]
- Suspeita (romance - 2018) [11]
- "Mia" sublime razão (romance -2018) [12]
- Recreios (poesia - 2020)
- Suspeita (Romance - 2021) [13]
- "Sofisticadamente Erótico" (erótico) 2023 (Setembro 2023)
- "Cartas de Emi" Abril 2024 ISBN: (ensaio) 978-989-53853-2-4
- "A Impostora" 2024 (romance autobiográfico) ISBN: 978-989-53853-5-5
- "A recusa" (romance histórico) 2025